# Harleston (Norfolk)
Harleston is een plaats in het Engelse graafschap Norfolk. Het maakt deel uit van de civil parish Redenhall with Harleston. Harleston komt in het Domesday Book (1086) voor als 'Heroluestuna', met een bevolking van 2,5 huishoudens. Het dorp heeft relatief veel (143) vermeldingen op de Britse monumentenlijst. Daaronder bevinden zich een kerk, een pub, een postkantoor en vooral veel woonhuizen. Ook twee telefooncellen uit 1935 hebben een monumentale status.